# Shangguan Wan'er

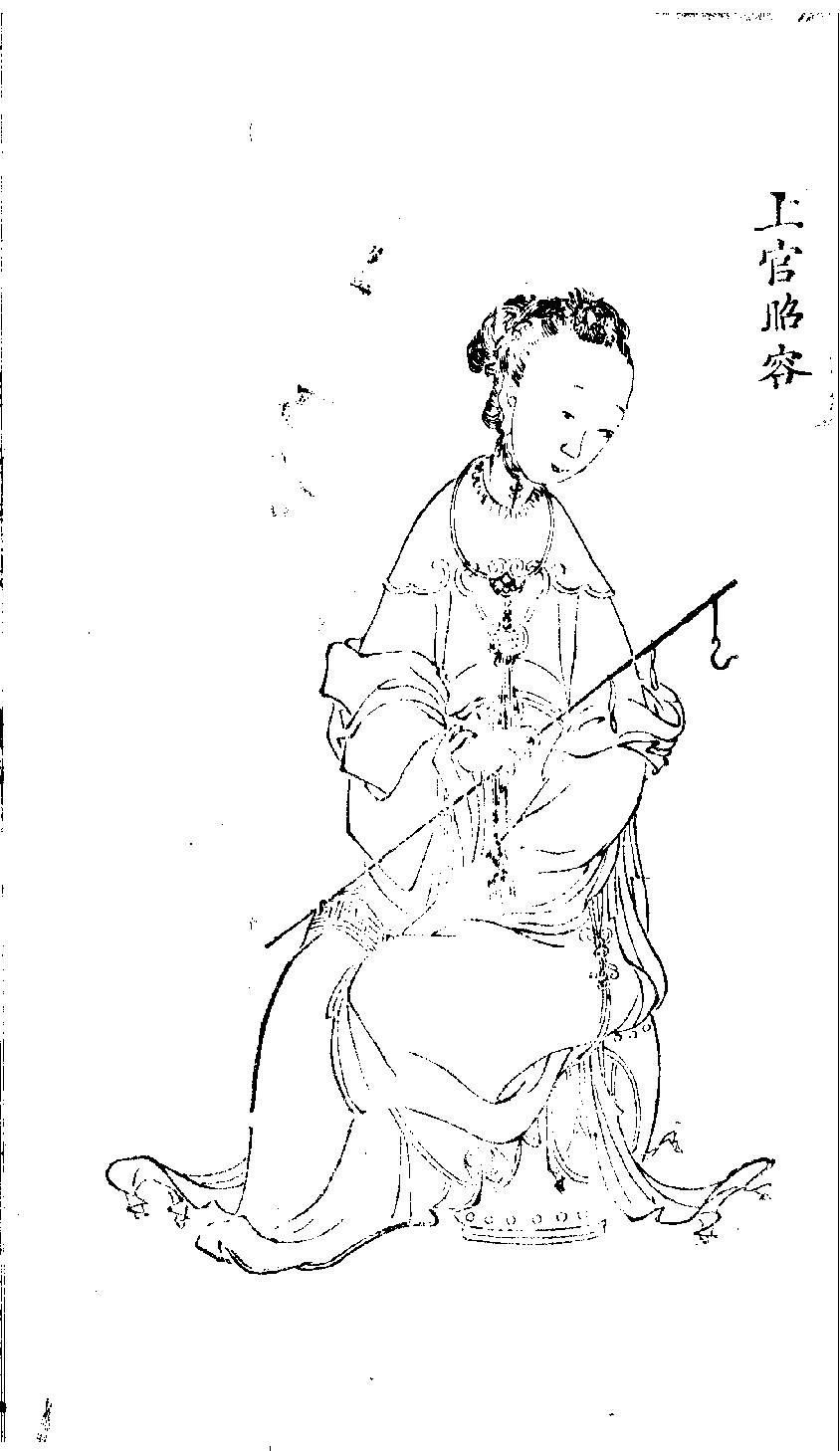
Shangguan Wan'er

Shangguan Wan'er (traditionell kinesiska: 上官婉兒; förenklad kinesiska: 上官婉儿), född cirka 664, död 21 juli 710, var en kinesisk poet, författare och politiker. Hon var sekreterare åt kejsarinnan Wu Zetian 677-705, från 696 även rådgivare, och därefter sekreterare, konkubin och politisk rådgivare till kejsar Zhongzong 705-710. Som politisk rådgivare initierade och införde hon flera nya lagar i Kina. År 710 deltog hon i förberedelserna för den kupp som skulle placera Zhongzongs änka kejsarinnan Wei på tronen. Kuppen blev dock förhindrad, och Shangguan Wan'er avrättades som en konsekvens av misslyckandet.